# Poggio-Mezzana
Poggio-Mezzana település Franciaországban, Haute-Corse megyében. Lakosainak száma 823 fő (2022. január 1.). Poggio-Mezzana San-Giovanni-di-Moriani, Santa-Lucia-di-Moriani, Talasani és Velone-Orneto községekkel határos.

## Népesség
A település népességének változása:
| Lakosok száma | 194  | 287  | 360  | 617  | 628  | 645  | 680  | 697  | 699  | 823  |
|               | 1968 | 1982 | 1990 | 2006 | 2013 | 2015 | 2017 | 2019 | 2020 | 2022 |